# Rokytno (Rokytnice nad Jizerou)
Rokytno je vesnice, část města Rokytnice nad Jizerou v okrese Semily. Nachází se asi 2,5 kilometru východně od Rokytnice nad Jizerou. Prochází zde silnice II/294.
Rokytno leží v katastrálním území Rokytno v Krkonoších o rozloze 14,17 km².

## Historie
První písemná zmínka o vesnici pochází z roku 1720.

## Sklářství
Zakladatelem výroby skla v této oblasti byl rod sklářských mistrů Schürerů. Počátkem 17. století nastoupil na jejich místo rod Preisslerů, kteří rokytenskou huť provozovali až do roku 1740.

## Pamětihodnosti
- Kaple
- Venkovské domy čp. 12 a čp. 129